# Леопольд Вильгельм Баден-Баденский
Леопольд Вильгельм Баден-Баденский (нем. Prinz Leopold Wilhelm von Baden-Baden; 16 сентября 1626 — 1 марта 1671, Баден-Баден) — германский государственный деятель, имперский фельдмаршал (20 марта 1664 года).

## Жизнь
Был вторым сыном маркграфа Вильгельма Баден-Баденского (1593—1667) и его первой жены Екатерины Урсулы Гогенцоллерн-Гехингенской (1610—1640).
Став в 1664 году имперским фельдмаршалом, сражался против шведов в Померании и против турок в Венгрии, был губернатором Вараждина в Хорватии.
Как и его старший брат наследный принц Фердинанд Максимилиан Баден-Баденский, Леопольд Вильгельм умер раньше отца, поэтому братья не наследовали баден-баденские владения.

## Семья
Леопольд Вильгельм впервые женился в 1659 году на Анне Сильвии Каретто, графине Миллессимо (1607—1664). Брак был бездетен.
Во второй раз Леопольд Вильгельм женился 23 февраля 1666 года на графине Марии Франциске Фюрстенберг-Хайлигенбергской (1633—1702), дочери графа Эгона VIII Фюрстенберг-Хайлигенбергского.
У них было 6 детей:
1. принц Леопольд Вильгельм (20 января 1667 — 11 апреля 1716)
2. сын (20 января 1677)
3. принц Карл Фридрих Фердинанд (14 сентября 1668 — 14 сентября 1680)
4. принцесса Катарина Франциска (род. 1669, умерла в детстве)
5. принцесса Генриетта (род. 1669, умерла в детстве)
6. принцесса Анна (род. 1670, умерла в детстве)

## Воинские звания
- 11 июля 1648 — генерал-фельдвахмистр (генерал-майор)
- 7 мая 1658 — фельдмаршал-лейтенант
- 3 декабря 1659 — фельдцейхмейстер